# Integrerat logistikstöd
Integrerat underhållsstöd (engelska: Integrated Logistics Support), vanligen använd förkortning: ILS är alla åtgärder för ett effektivt underhåll. Se även underhållsteknik.
Integrerat underhållsstöd (ILS), är en ledningsprocess som främst används inom försvarsindustrin, till exempel av Försvarets Materielverk (FMV) för att säkerställa att ett system eller en produkt kan brukas, underhållas och förvaras till låga kostnader, samt uppfylla höga krav på tillförlitlighet, driftsäkerhet och underhållsmässighet.
"Integrated" avser samspelet mellan olika underhållselement såsom verktyg, manualer och reservdelar, "Logistics" syftar på själva underhållsprocessen (från eng. logistics = underhållstjänst)  och "Support" syftar på stöd från processer och hjälpmedel (underhållselement).
Resultatet av ett lyckat ILS-arbete är att reservdelar, specialverktyg, dokumentation och utbildning finns tillgängligt vid leverans, samt att reservdelsförsörjningen och erforderlig expertkompetens finns tillgänglig under hela produktcykeln. 
Integrerat logistikstöd innebär att man under produktutveckling och konstruktion kopplar information till produktens underhåll under dess livscykel (introduktion och utbildning, användning och avveckling).
Integrerat logistikstöd innehåller analys av tillgänglighet (sannolikheten att produkten fungerar som den ska), driftsäkerhet (att produkten fungerar när den behövs), underhållsmässighet (hur enkelt fel kan åtgärdas) och kostnad (livscykelkostnadsanalys).